# Seefahrtkreuzer
Ein Seefahrtkreuzer ist eine sportliche Segelyacht, die im Zeitraum zwischen 1928 und 1949 in Deutschland unter den Regeln einer nationalen Konstruktionsklasse gebaut wurde. Die nach dieser Grenzwertformel entstandenen Yachten sollten nach dem Willen des Deutschen Segler Verbandes (DSV) nicht nur seetüchtig und fahrtentauglich, sondern auch schnell und schön anzusehen sein. Ein Ziel war es auch mit den gut segelnden Fahrtenbooten Regatten auf einem hohen Niveau veranstalten zu können. Dabei sollten die Yachten möglichst vergütungsfrei gegeneinander antreten. Rückblickend würde man heute diesen Segelboottyp „Cruiser/Racer“ bezeichnen, also eine regattataugliche Fahrtenyacht.
Die neue Seefahrtkreuzerklasse wurde nach der vermessenen Segelfläche benannt und in neun Gruppen eingeteilt: 30 m², 40 m², 50 m², 60 m², 80 m², 100 m², 125 m², 150 m² und 250 m². Letztere wurden nie realisiert.
Die Entscheidung für die neue Klasse der Seefahrtkreuzer fiel im Oktober 1927 auf dem Deutschen Seglertag, der erstmals in Wien stattfand. Die Bau- und Vermessungsvorschriften für die neue Yachtklasse waren am 1. Dezember 1927 fertig und die Gliederung in neun verschiedene Typen von Seefahrtkreuzern war gleichzeitig so eng gefasst, und so vielfältig, dass jeder potentielle Eigner das passende Schiff, entsprechend seiner finanziellen Möglichkeiten finden konnte.

## Bauvorschriften
Die Bauvorschriften sahen keine Schwerter und freihängende Ruder vor, da man reine Seeschiffe wollte. Trotz der Wünsche der Haff- und der Boddengewässersegler wurden die Höchsttiefgänge nur wenig beschnitten. Jeder Eigner konnte den maximal zulässigen Tiefgang nutzen, genauso wie die Länge über Alles (Lüa) als Maximalmaße vorgegeben war. Schiffsbreite, Tiefgang, Freibord, Deckssprung, Kajütaufbau dagegen waren nach unten begrenzt. Die Vermessungsvorschriften sollten Yachten verhindern, die im Vorschiffsbereich zu rank und achtern zu füllig ausfallen würden. Weiterhin sollten die Überhänge verhältnismäßig groß ausfallen. Aus den Erfahrungen mit den Schärenkreuzern wusste man, dass Schnelligkeit, Seegängigkeit und auch Trockenheit beim Segeln durch ausgeprägte Überhänge sich verbessern ließen. Zusätzlich gewann man so weitere Decksfläche, die der Bequemlichkeit und auch der Sicherheit beim Segelbedienen zugutekam. Der Freibord war höher bemessen als bei den Nationalen Kreuzern und ein deutlicher Decksprung war Vorschrift.
Die Kajüte war in ihren Mindestmaßen so vorgesehen, dass ausreichend Lebensraum für Langfahrten blieb, auch bei kleinstmöglicher Konstruktion. Zusätzlicher Kajütraum ging auf Kosten der Geschwindigkeit bei leichten Winden. Waren bis zur 50-m²-Klasse Kajütaufbauten Vorschrift, mussten die größeren Yachten Stehhöhe in der Kajüte haben.
Die Vermessungsvorschriften sahen ein Rigg vor, das auf Fahrtensegler abgestimmt war. Das Rumpf-Segelflächenverhältnis war nicht überdimensioniert und somit für die Yachtcrew handlicher als bei früheren Klassen. Die Takelungsart und die Unterteilung der Segelfläche waren freigestellt. Die Vermessungsvorschriften sahen bei einer Unterteilung der Segelfläche eine deutliche Vergütung vor, was der Sicherheit diente. Hohle Masten waren erlaubt. Sie durften jedoch nicht gebogen (z. B. Peitschen-Masten) sein. Das untere Vorstag durfte maximal bis 75 % der Segelvermessungshöhe erreichen.
Bei den Seefahrtkreuzer bis 80 m² durfte maximal ein bezahltes Crewmitglied mit an Bord sein, bei der 100-m²-Klasse waren es zwei und bei den 150-m²-Yachten waren drei bezahlte Hands erlaubt. Keine Beschränkung gab es in diesem Punkt für die 250-m²-Seefahrtkreuzer. Beiboote waren für die 100- bis 250-m²-Seefahrtkreuzer Pflicht.
Sämtliche Seefahrtkreuzer mussten unter Lloyd’s Bauaufsicht in Holz oder Schiffbaustahl gebaut werden und zertifiziert sein.

## Geschichte
Als erster 80-m²-Seefahrtkreuzer des Jahres 1928 wurde die Athena (heute Alraune) bei Abeking & Rasmussen (A&R) gebaut, ein gelungener Entwurf von Henry Rasmussen. Eigner war Eduard Schilling, der spätere Vorsitzende des Weser-Yacht-Clubs. Nach ersten Erfolgen auf der Kieler Woche 1929 erreichte die Yacht in den folgenden Jahren 86 erste Preise.
Trotz der Regattaerfolge der ersten Yachten wurden kaum neue Seefahrtkreuzer gebaut. Der Zeitpunkt für die Einführung einer neuen Klasse war sehr ungünstig, da der nach dem Ersten Weltkrieg gegen Deutschland verhängte Sportboykott erst 1928 aufgehoben wurde und somit deutsche Seglercrews wieder bei internationalen Regatten starten konnten. Das hohe Preisniveau der stabil gebauten Seefahrtkreuzer war ein weiterer Grund für die schleppende Neubautätigkeit. Ein 30-m²-Seefahrtkreuzer kostete 1928 in Luxusausführung 9.000 Reichsmark, ein 80-m²-Seefahrtkreuzer bereits 24.000 Reichsmark, jeweils ohne Hilfsmotor, Konstruktions- und Abnahmehonorar.
Man versuchte vorhandene Yachten, die annähernd den neuen Klassenvorschriften entsprachen, durch Änderungen der Takelage in Seefahrtkreuzerklassen einzureihen. Beispielsweise konnten so alte 75-m²-Nationale-Kreuzer durch Reduzierung ihrer Segelfläche der neuen 50-m²-Seefahrtkreuzerklasse zugeordnet werden. Diese Umklassifizierung wurde kräftig genutzt. Bis April 1930 waren 24 Seefahrtkreuzer registriert: nur sechs dieser Yachten waren auch tatsächlich als Seefahrtkreuzer gebaut worden, die übrigen hatte man adaptiert.
Nach der Machtergreifung durch die Nationalsozialisten entdecken im Jahr 1935 die Kriegsmarine und die Luftwaffe die Seefahrtkreuzer für die seglerische Ausbildung ihrer Soldaten. Der Seefahrtkreuzer wurde zum legendären Seeschiff gelobt, das die bis dahin sich widersprechenden Eigenschaften Sicherheit, Schnelligkeit und Seefähigkeit in sich vereinte und dazu auch noch Bequemlichkeit und Behaglichkeit auf langen Seereisen bot. Man überhöhte die Seefestigkeit und Stärke der Schiffe auch mit den Worten „Der Seefahrtkreuzer hält länger durch, als die Mannschaft“.
Anhand der Bauliste der Yachtwerft Abeking & Rasmussen in Lemwerder kann man zeigen, wie stark jetzt der Aufschwung der Klasse war. Bei anderen Werften war eine ähnliche Entwicklung zu beobachten.
Von 1928 bis Jahre 1934 wurden bei A&R nur drei Seefahrtkreuzer unterschiedlicher Größe gebaut. 1935 lieferte die Werft an die Luftwaffe drei 100-m²- und 50-m²-Seefahrtkreuzer, die Marine erhielt zwei 50-m²- und einen 30-m²-Seefahrtkreuzer. Im Olympiajahr 1936 baute A&R 33 Seefahrtkreuzer, darunter der 150er Athena II, den 125-er-Seefahrtkreuzer AR (Privatyacht für Henry Rasmussen, heute im Besitz des Hamburger Werbefilmers Tom Nitsch), bis hin zum kleinen 30er. Die deutsche Kriegsmarine und die Luftwaffe orderten allein 21 Seefahrtkreuzer.

## Bauwerften
- Abeking & Rasmussen, Bremen
- Burmester, Bremen
- Howald, Kiel
- Rathje, Kiel
- Kröger, Warnemünde
- Vertens, Schleswig

## Seefahrtkreuzer im Ausland
1936 baute A&R auch die ersten Seefahrtkreuzer für das Ausland: Das polnische Amt für Leibesübungen bestellte zwei 80er und vier 50er Seefahrtkreuzer und der Rumänische Königliche Yacht-Club zwei 80er.

## Zeit nach 1945
Nach Ende des Zweiten Weltkrieges wurden viele Seefahrtkreuzer von der Besatzungsmacht Großbritannien beschlagnahmt. Die britischen Offiziere nannten diese Kriegsbeute Windfall-Yachts, die wie überreife Früchte einem zufallen. Dazu gehörte auch die Yawl Nordwind der Kriegsmarine (fälschlicherweise oft als Privatyacht von Großadmiral Karl Dönitz bezeichnet), die 1939 das Fastnet Race als First Ship Home gewonnen hatte. Britische Offiziere der Royal Navy und Royal Air Force überführten viele Seefahrtkreuzer nach Großbritannien. So gelangten Windfalls auch nach Malta, Australien, Kanada, Hongkong, Singapur, Neuseeland, Gibraltar und zu den Bermudas. Nach vielen Eigentumsstreitigkeiten zwischen Alteignern und auch zwischen RN und RAF kehrten viele Seefahrtkreuzer nach Rückkäufen durch Privatleute zurück nach Deutschland.
Die Seefahrtkreuzerklassen wurden nach 1949 von den KR-Klassen abgelöste. Der Grund waren Änderungen in den internationalen Vermessungsformeln.
1952 wurden die Seefahrtkreuzer vom DSV zur Altersklasse erklärt.

## Typenübersicht Seefahrtkreuzer
| Typ                    | Lüa (in m)    | LWL (in m)    | Breite (in m) | Tiefgang (in m) | Verdrängung (in t) | Anzahl Schiffe | Anzahl Schiffe |
| Typ                    | Lüa (in m)    | LWL (in m)    | Breite (in m) | Tiefgang (in m) | Verdrängung (in t) | 1938           | heute          |
| ---------------------- | ------------- | ------------- | ------------- | --------------- | ------------------ | -------------- | -------------- |
| 30-m²-Seefahrtkreuzer  | 9,75          | 6,50          | 2,20          | 1,40            | 3,2                | 59             | 25             |
| 50-m²-Seefahrtkreuzer  | 12,50         | 8,30          | 2,60          | 1,70            | 7,0                | 105            | 23             |
| 60-m²-Seefahrtkreuzer  | 13,30         | 8,80          | 2,80          | 1,70            | 7,0 – 8,0          | 21             | 3              |
| 80-m²-Seefahrtkreuzer  | 15,50         | 10,30         | 3,10          | 2,05            | 12 – 13            | 16             | 3              |
| 100-m²-Seefahrtkreuzer | 17,50         | 11,60         | 3,50          | 2,40            | 16                 | 18             | 5              |
| 150-m²-Seefahrtkreuzer | 20,55 – 21,95 | 13,70 – 16,00 | 3,94 – 4,30   | 2,62 – 2,70     | 28                 | 7              | 3              |